# Robert Lansing (acteur)
Pour les articles homonymes, voir Robert Lansing.
Robert Lansing, de son vrai nom Robert Howell Brown, né le 5 juin 1928 à San Diego et mort le 23 octobre 1994 à New York, est un acteur américain.

## Biographie
Il s'intéresse au théâtre dès sa jeunesse et, à l'âge de 15 ans, il remporte un prix d'interprétation dans un festival shakespearien de Californie du Sud.
Il fait son service militaire en occupant pendant deux ans un poste à la radio militaire américaine au Japon. De retour à la vie civile, il est annonceur pendant deux ans dans une station de radio de Fort Wayne, en Indiana, où il joue également au théâtre local. Il s'installe ensuite à New York et décroche ses premiers rôles sur Broadway dans les pièces Stalag 17 de Donald Bevan et Edmund Trzcinski en mai 1951, puis Cyrano de Bergerac de Rostand et Richard III de Shakespeare.
Même si sa carrière se déroule pour l'essentiel à la télévision, il fait aussi partie de la distribution de plusieurs films. Il incarne notamment le personnage de Steve Carella dans The Pusher, film américain réalisé par Gene Milford en 1960. Cette performance remarquable lui vaut d'être à nouveau Carella dans la série télévisée 87th Precinct (TV series) (en), diffusée par NBC pendant la saison 1961-1962.
Souvent cantonné dans les seconds rôles, il y donne souvent la pleine mesure de son talent, comme dans son interprétation de Dave Fenner dans Pas d'orchidées pour miss Blandish (The Grissom Gang), un film américain réalisé par Robert Aldrich en 1971, d'après le roman éponyme de James Hadley Chase.

## Au cinéma
- 1960 : The Pusher de Gene Milford : Steve Carella
- 1963 : Le Téléphone rouge (A Gathering of Eagles) : Sergent Banning
- 1963 : Oui ou non avant le mariage ? (Under the Yum Yum Tree) de David Swift : Docteur Charles Howard
- 1966 : An Eye for an Eye : Talion
- 1969 : It Takes All Kinds : Tony Gunther
- 1971 : Pas d'orchidées pour miss Blandish (The Grissom Gang) : Dave Fenner
- 1972 : Wild in the Sky : Major Reason
- 1972 : Thirty Dangerous Seconds : Major Reason
- 1976 : Acapulco Gold : Captain Carl Solborg
- 1976 : Bittersweet Love : Howard Lewis
- 1977 : False Face : Docteur Phillip Reynolds
- 1977 : L'Empire des fourmis géantes (Empire of the Ants) : Dan Stokely
- 1980 : S+H+E: Security Hazards Expert : Owen '"Hunt" Hooper
- 1980 : Island Claws : Moody
- 1988 : The Nest : Elias Johnson
- 1988 : After School : C.A. Thomas

## À la télévision
- 1961-1962 : 87th Precinct (TV series) (en) : Steve Carella
- 1964-1965 : 12 O'Clock High (TV series) (en) : Général Frank Savage
- 1967 : Le Virginien saison 6 épisode 13 (Execution at Triste (Le Tireur d'élite)) : Le tireur d'élite Knight
- 1968 : Star Trek (série télévisée) :  épisode Mission : Terre : Gary Seven
- 1983 : Automan : Le lieutenant Jack Curtis
- 1985-1989 : Equalizer (The Equalizer) : Control
- 1993-1994 : Kung Fu, la légende continue (Kung Fu: The Legend Continues) : Paul Blaisdell